# Syosset
Syosset és una concentració de població designada pel cens dels Estats Units a l'estat de Nova York. Segons el cens del 2000 tenia 18.544 habitants.

## Demografia
Segons el cens del 2000, Syosset tenia 18.544 habitants, 6.281 habitatges, i 5.307 famílies. La densitat de població era de 1.434,8 habitants per km².
Dels 6.281 habitatges en un 39,6% hi vivien nens de menys de 18 anys, en un 74,7% hi vivien parelles casades, en un 7,8% dones solteres, i en un 15,5% no eren unitats familiars. En el 13,7% dels habitatges hi vivien persones soles el 8,2% de les quals corresponia a persones de 65 anys o més que vivien soles. El nombre mitjà de persones vivint en cada habitatge era de 2,92 i el nombre mitjà de persones que vivien en cada família era de 3,21.
Per edats la població es repartia de la següent manera: un 26% tenia menys de 18 anys, un 5,6% entre 18 i 24, un 26,3% entre 25 i 44, un 27,1% de 45 a 60 i un 15% 65 anys o més.
L'edat mediana era de 41 anys. Per cada 100 dones de 18 o més anys hi havia 90,5 homes.
La renda mediana per habitatge era de 98.690 $ i la renda mediana per família de 107.570 $. Els homes tenien una renda mediana de 68.255 $ mentre que les dones 44.229 $. La renda per capita de la població era de 38.537 $. Entorn de l'1,6% de les famílies i el 2,8% de la població estaven per davall del llindar de pobresa.